# 威赛克斯白肩猪
威赛克斯白肩猪是家猪的一个品种，起源于英国的西郡(威赛克斯)，特别是威尔特郡以及汉普郡的新福里斯特地区。

## 品种特征
威赛克斯白肩猪为黑色，身体的前部有一条白带。白带从一只前脚穿过肩部并延伸到另一只脚，形状类似马鞍。威赛克斯白肩猪传统上为树林放牧。

## 历史
这个品种是英国少数没有受到远东地区来的“那不勒斯”猪杂交影响的品种之一。
威赛克斯白肩猪品种协会于1918年成立于英国。20世纪中叶以来，养猪业开始向集约化发展并影响到威赛克斯白肩猪的发展。同时，另一个相同颜色但稍有区别的品种Essex也面临着同样的问题。1967年，这两个品种为了防止灭绝而进行融合。此外产生了一个杂交品种英国白肩猪（“威赛克斯白肩猪”也经常被用于称呼英国白肩猪）。很少的Essex猪在英国以纯种的形式保留了下来并有人试图恢复这个品种。但威赛克斯猪现在一般认为在原产国已经灭绝。
但是有一些威赛克斯白肩猪在品种融合前已经被出口到世界上的其它地方，在澳大利亚、新西兰及其它地区仍有该品种存活。2008年，澳大利亚注册的种母猪不到100头并被列为濒危动物。2006年，威赛克斯白肩猪的胚胎和精液被进口到英国并重新组群。
19世纪初，汉普夏地区一些相似的猪被出口到北美，并初步形成汉普夏猪。